# チャストロヴィツェ - ソルニツェ線
チャストロヴィツェ〜ソルニツェ線（チェコ語;Železniční trať Častolovice–Solnice）は、チェコ国鉄の鉄道線の名称である。路線番号は021。
1893年、リフノフ・ソルニツェ地方鉄道の路線として開業した。現在は021号線の支線という扱いであるが、2016年以前は022号線という独立した路線番号が割り当てられていた。

## 運行形態
1時間に1本程度運行している。上り下りとも、半数がチャストロヴィツェで021号線本線のフラデツ・クラーロヴェー方面快速と接続する。残り半数は、021号線本線のティーニシチェ方面まで直通する。リフノフ・ナド・クニェジノウ〜ソルニツェ間は本数が少なく、平日一日3往復、休日は一日1往復しか運行されない。
殆どが各駅停車であるが、平日・土曜日のソルニツェ発着の1往復およびリフノフ発の片道1本のみ、一部駅を通過する。
2017年以前は、快速との接続列車以外の多くがティーニシチェ方面に直通していた。2021年度に限り、リフノフ以東で、休日ソルニツェ行片道1本しか運行していなかった。

## 駅一覧
以下では、チェコ国鉄021号線支線の駅と営業キロ、停車列車、接続路線などを一覧表で示す。
- ■印：全列車停車
- ●印：大部分停車、一部通過

| 路線名 | 駅名                               | 駅間営業キロ | 累計営業キロ | Os | 接続路線                     | 所在地                     | 所在地                         |
| ------ | ---------------------------------- | ------------ | ------------ | -- | ---------------------------- | -------------------------- | ------------------------------ |
| 021    | チャストロヴィツェ駅               | -            | 0.0          | ■  | レトフラド方面、フラデツ方面 | フラデツ・クラーロヴェー州 | リフノフ・ナド・クニェジノウ郡 |
| 021    | チャストロヴィツェ停留所           | 1.2          | 1.2          | ●  |                              | フラデツ・クラーロヴェー州 | リフノフ・ナド・クニェジノウ郡 |
| 021    | スィンコフ駅                       | 2.6          | 3.8          | ●  |                              | フラデツ・クラーロヴェー州 | リフノフ・ナド・クニェジノウ郡 |
| 021    | スレメノ駅                         | 1.9          | 5.7          | ●  |                              | フラデツ・クラーロヴェー州 | リフノフ・ナド・クニェジノウ郡 |
| 021    | リフノフ・ナド・クニェジノウ駅     | 3.0          | 8.7          | ■  |                              | フラデツ・クラーロヴェー州 | リフノフ・ナド・クニェジノウ郡 |
| 021    | リフノフ・ナド・クニェジノウ停留所 | 1.0          | 9.7          | ■  |                              | フラデツ・クラーロヴェー州 | リフノフ・ナド・クニェジノウ郡 |
| 021    | ソルニツェ停留所                   | 5.2          | 14.9         | ■  |                              | フラデツ・クラーロヴェー州 | リフノフ・ナド・クニェジノウ郡 |
| 021    | ソルニツェ駅                       | 0.5          | 15.4         | ■  |                              | フラデツ・クラーロヴェー州 | リフノフ・ナド・クニェジノウ郡 |